# Raymond Lamontagne
Raymond Lamontagne, né le 15 juin 1923 dans le 17e arrondissement de Paris (Seine), décédé à Chantilly (Oise) le 21 avril 2016, est un homme politique français, membre du RPR.

## Détail des fonctions et des mandats
Mandats locaux
- 1983[3]  -  1989 : Maire de Sarcelles
- 1989[4]  -  1995 : Maire de Sarcelles
- 1976  -  1979 : Conseiller général du canton de Sarcelles-Saint-Brice
- 1979  -  1985 : Conseiller général du canton de Sarcelles-Sud-Ouest
- 1985  -  1992 : Conseiller général du canton de Sarcelles-Sud-Ouest
- 1992 -   1993 : Conseiller général du canton de Sarcelles-Sud-Ouest

Mandat parlementaire
- 28 mars 1993 - 21 avril 1997 : Député de la 7e circonscription du Val-d'Oise